# Ignasi de Kies i Guasch
Ignasi de Kies i Guasch   (Vila-seca, 1754 - Reus, 1826) va ser un noble i hisendat català.

## Biografia
Era fill d'Antoni de Kies i de Sala, fill del comerciant holandès Joan Kies i d'Àngela de Sala i de Fontanella, i de la reusenca Ramona Guasch i Manyer, filla d'Ignasi Guasch i de Ramona Manyer. El 1788 es va casar en primes noces amb Margarida Serenyana i Arajol, filla de Josep Serenyana i de Margarida Arajol, de Ripoll, i va instal·lar-se a Alcover. El seu germà Joan li va donar una llegítima de 7.000 lliures, pagada en bona part amb la cessió de terres a Alcover i Valls.
A la mort de Joan el 1795, va esdevenir hereu dels béns i els títols dels Kies i dels Guasch, incloent el Castell de Vila-seca, descrit així al testament del seu germà:
| «                                                                       | L«a casa vulgarment anomenada lo castell del cònsul d'Olanda, y vuy de Vilaseca ab sa torre, casetes inmediates a dit castell, y sas oficinas que comprenen dos ollas de fabricar aiguardent, ab sos guarniments necessaris, safareig y cup». | » |
| — Arxiu Històric de Tarragona, Fons Notarial de Reus sign. 7165, f. 265 | |   |

 També es mencionaven les terres, finques i cases de Vila-seca i Alcover, sobretot vinyes i camps d'olivers, garrofers i horts, que Ignasi heretava. Va convertir-se en un important comerciant d'aiguardent i dels productes del camp, que exportava a través del port de Salou, a Cadis i Lisboa i als països del nord d'Europa.
Després d'enviudar, el 1800 es va casar en segones noces amb la tarragonina Rosa Gatell i Tomàs, filla de Josep Gatell i de Francesca Tomàs, que li aportà un dot de 400 lliures. En aquesta època deixà Vila-seca per tornar a viure a 
Alcover, i el 1815 va anar a residir a Reus, segurament perquè en aquella ciutat tenia més a l'abast l'exportació dels seus productes.
Cap el 1824 va emmalaltir imposibilitado del mal de gota, i va morir el 1826. Va tenir sis fills: Maria, Salvador, Ignasi, Antoni, Josep Ramon i Margarida, dels quals Josep Ramon de Kies i Serenyana va ser designat hereu.